# Giorgio Chinaglia
Giorgio Chinaglia (Carrara, Toscana, 24 de gener de 1947 - Naples, Florida, 1 d'abril de 2012) fou un futbolista italià.
Començà la seva carrera a Gal·les, al club Swansea Town el 1964. Amb 19 anys retornà a Itàlia, i el 1969 fitxà pel SS Lazio. En aquest club marcà 98 gols en 209 partits de lliga, entre ells els 24 que el convertiren en màxim golejador de la lliga italiana de futbol la temporada 1973-74, i on el club guanyà el seu primer Scudetto.
Fou 14 cops internacional amb Itàlia i participà en la Copa del Món de Futbol de 1974 a Alemanya Federal. El 1976 deixà el Lazio i marxà als Estats Units, on jugà al New York Cosmos de la North American Soccer League, al costat de jugadors com Pelé i Franz Beckenbauer. Guanyà quatre títols de lliga i es retirà el 1983 amb el rècord de tots els temps de la NASL com a màxim golejador, amb 243 gols.
El 1983, retornà a Roma i esdevingué president de la SS Lazio. Durant el seu mandat el club baixà a la Serie B i fou sancionat amb 9 punts per un escàndol de corrupció (1985). El 1984 es convertí en propietari majoritari del Cosmos, però el mateix 1984 la NASL va fer fallida.